# Rifugio Longoni
Das Rifugio Longoni (vollständiger Name Rifugio Antonio ed Elia Longoni, deutsch auch Longonihütte) ist eine alpine Schutzhütte der Sektion Seregno des Club Alpino Italiano (CAI).
Es liegt in der italienischen Region Lombardei in den Bernina-Alpen auf einer Höhe von 2450 m s.l.m. innerhalb der Gemeinde Chiesa in Valmalenco. Die Hütte wird in der Regel von Juni bis Mitte September durchgehend bewirtschaftet. Sie bietet 32 Bergsteigern Schlafplätze.

## Zugänge
- Von Chiareggio (1612 m s.l.m.) ⊙ auf Weg 305 in ca. 2½ Stunden
- Von San Giuseppe (1433 m s.l.m.) ⊙ auf Weg 331 in ca. 3 Stunden